# فون شتاين
فون شتاين (بالإنجليزية: Vaughn Stein)‏ هو مخرج وكاتب سيناريو أمريكي.

## سيرته الشخصية
في البداية ، كان ستاين مساعد مخرج: في مشاريع مثل "قراصنة الكاريبي: في بحار غريبة وهاري بوتر ومقدسات الموت، بياض الثلج والصياد، الحرب العالمية زد.